# Ludwig Heuss
Ludwig Heuss (* 26. Januar 1881 in Brackenheim; † 5. August 1932 in Heilbronn), der älteste Bruder von Theodor Heuss, war Stadt- und Schularzt in Heilbronn und im dortigen Stadtrat politisch tätig. Seine Witwe, Hedwig Heuss (1883–1980), übernahm nach dem Tod von Elly Heuss-Knapp die Haushalts- und Repräsentationspflichten an der Seite von Theodor Heuss, dem ersten Bundespräsidenten der Bundesrepublik Deutschland.

## Leben und Wirken

### Frühe Jahre
Ludwig Heuss war das erste Kind des Bauingenieurs und Regierungsbaumeisters Ludwig (genannt Louis) Heuss (1853–1903) und seiner Frau Elisabeth, geborene Gümbel (1853–1921). Ludwig wurde in der württembergischen Oberamtstadt und Weinbaugemeinde Brackenheim (Zabergäu) geboren. Dort kamen auch seine Brüder Hermann (1882–1959) und Theodor (1884–1963) zur Welt. 1890 zog die Familie nach Heilbronn, wo der Vater Leiter des Tiefbauamtes wurde. Eine Reihe von Objekten ist dort noch heute mit seinem Namen verbunden, beispielsweise in den Bereichen Arbeitersiedlung, Wasserversorgung, Kanalisation, Wegebau (Oststraße). Das von Louis Heuss errichtete Wohnhaus wurde im Zweiten Weltkrieg zerstört. Eine bronzene Gedenktafel an der Lerchenstraße 43 von 2006 erinnert an Familie Heuss.
Ludwig Heuss besuchte, wie später seine Brüder, das humanistische Karlsgymnasium in Heilbronn (seit 1950 Theodor-Heuss-Gymnasium genannt) mit wenig Interesse. Für sein Berufsziel einer Marinelaufbahn nahm er dagegen zusätzlich Privatunterricht in Englisch und Mathematik, um sich auf den Dienst vorzubereiten. Wegen ungenügender Sehschärfe wurde er aber nicht angenommen. 1899 begann Heuss ein Medizinstudium zunächst in Kiel, dann in Tübingen und war dort Mitglied der Burschenschaft Germania. Nach dem frühen Tod des Vaters mit 53 Jahren, der wegen eines Nervenleidens im Jahr 1900 frühpensioniert worden war, setzte er das Studium an der Ludwig-Maximilians-Universität in München fort, wo er 1906 über das Thema: „Ein Fall von Nieren-Sarkom im kindlichen Alter“ promovierte.

### Familienleben
1906 verlobte sich Heuss mit der gelernten Krankenschwester Karoline Hedwig Mödinger und heiratete sie 1908 in Stuttgart. Das junge Paar zog noch am Tag der Hochzeit nach Brettheim bei Rot am See in der Region Hohenlohe (damaliges Oberamt Gerabronn), wo Ludwig seine erste Stelle als Landarzt antrat. Dort wurden die Kinder Elisabethe Leonore, genannt Liselore (1909–1994), und Hartmann (1912–1936) geboren. Ludwig Heuss war der einzige Arzt im Umkreis von 20 Kilometern und entsprechend nachgefragt. Aus Gutherzigkeit verzichtete Heuss oft darauf, seinen Patienten eine Rechnung zu schicken. Nach fünf Jahren kam der Ruf aus Heilbronn, wo man einen Stadt- und Schularzt suchte. Das sicherte ein festes Einkommen. So zog die Familie 1913 nach Heilbronn und wohnte im Bläß’schen Palais. Dort kamen zwei weitere Kinder zur Welt, Conrad (1914–1945) und Hanna (1916–2010).

### Sozialpolitisches Engagement
Auch in Heilbronn genoss Ludwig Heuss bald einen guten Ruf als Arzt. Im Ersten Weltkrieg war er als Ober- und Stabsarzt tätig bei mehreren Infanterieregimentern, unter anderem in Frankreich, Belgien und im späteren Polen.
Das Eintreten des Vaters Louis Heuss für Freiheit, soziale Gerechtigkeit und Demokratie prägte auch die Söhne. Die Familie Heuss kam aus einem Milieu, in dem die Traditionen und Werte der Revolution von 1848 hochgehalten wurden. So engagierte sich Ludwig Heuss neben seiner ärztlichen Tätigkeit für die Verbesserung der Volksgesundheit und Volksaufklärung, organisierte Ausstellungen und hielt Vorträge. Der sportbegeisterte Arzt wurde zum Förderer des Breitensports in der Region (Vorsitzender des Reichsausschusses für Leibesübungen, Vorstand im Verein für Rasenspiele). 1926 fand die Reichsgesundheitswoche statt, deren Leitung Ludwig Heuss übernahm und Leibesübungen und Sport als Maßnahmen zur Gesunderhaltung in den Mittelpunkt stellte. Zudem gründete er die Heilbronner DLRG-Gruppe und wurde 1928 deren erster Vorsitzender.
Ein weiterer Schwerpunkt seines Wirkens lag in der stark nachgefragten Mütterberatung, der verbesserten ärztlichen Überwachung von Säuglingen, die nicht oder nicht mehr gestillt werden konnten, und ihrer Versorgung mit spendenfinanzierter hochwertiger, sterilisierter Milch und speziellen Nährmischungen (städtische Kindermilchküche im Alten Milchhof). So konnte die Kindersterblichkeit in der Stadt deutlich gesenkt werden (von 11, 2 % auf 4,4 %). Dabei wurde Dr. Heuss tatkräftig unterstützt von seiner Ehefrau und dem Heilbronner Frauenverein, der 1912 die Kindermilchküche gegründet und 1920 in städtische Hände übergeben hatte. 1923 übernahm Dr. Heuss die Leitung des Kinder- und Säuglingsheimes der Stadt und initiierte die Tuberkulosevorsorge.
Auch Hedwig Heuss widmete sich sozialen Aufgaben. Neben der Leitung der Kochschule des Frauenvereins kümmerte sie sich beispielsweise um Arbeitsbeschaffungsmaßnahmen für minderbemittelte Frauen, einen Mittagstisch für Kleinrentnerinnen und Ausgabe warmer Mahlzeiten an Arbeitslose.
Seit 1919 betätigte sich der Stadtarzt auch vermehrt politisch. Er saß für die Deutsche Demokratische Partei (DDP) im Heilbronner Stadtrat, wo er sich hohes Ansehen erwarb als unerschrockener, schlagfertiger Redner. Bei der Wiederwahl 1928 erhielt der in vielen Bereichen engagierte Mann die bislang höchste Stimmenzahl, 4000 Stimmen mehr als der nächste Kandidat.
1929 übernahm er den Vorsitz der DDP im Stadtrat. Er vertrat stets deutlich seine demokratischen Überzeugungen. In diesem Zusammenhang und wegen eines seiner Gutachten sah er sich bald Anfeindungen der Nationalsozialisten im Stadtrat und in der antisemitisch geprägten Wochenzeitung „Der Stürmer“ ausgesetzt. Ludwig Heuss wurde von den Nationalsozialisten in einer Sitzung des Gemeinderats als der Erste bezeichnet, der an einem Laternenpfahl aufgehängt werden würde. Folgende Antwort von Heuss ist überliefert: „Aber erst wenn ich drei von euch Kerlen mitgenommen habe“. 1931 verteilte die NSDAP Flugblätter gegen Ludwig Heuss in Heilbronn. Dagegen setzte er sich erfolgreich mit einem Strafantrag zur Wehr.

### Frühes Ende
Ludwig Heuss erlitt am 5. August 1932 einen Herzinfarkt bei der Besichtigung eines Kindererholungsheimes in Wüstenrot und verstarb kurze Zeit später im Heilbronner Krankenhaus. Er wurde unter sehr großer Anteilnahme der Bevölkerung auf dem Heilbronner Hauptfriedhof im Familiengrab beigesetzt. Den Tod seines Sohnes Hartmann, der als 23-jähriger Medizinstudent 1936 in Bonn an den Folgen einer Mittelohrentzündung starb und den Gefallenentod von Sohn Conrad, der als hochdekorierter Kommandeur des Infanterieregiments II/34 vor Danzig fiel, musste er nicht mehr erleben.
Seine Witwe Hedwig Heuss, die Schwägerin von Theodor Heuss, übernahm nach dem Tod von Elly Heuss-Knapp von 1952 bis 1959 die Haushalts- und Repräsentationspflichten einer „First Lady“ in Bonn.